# Elsa Garrido
Pour les articles homonymes, voir Garrido (homonymie).
Elsa Garrido, née le 23 février 1977 à São Tomé, est une militante écologiste et femme politique santoméenne.
Expatriée en France, où elle fait ses études, Elsa Garrido commence son engagement humanitaire et écologiste au cours des années 2000. Elle fonde en 2011 à Saint-Nazaire l'ONG Terra Verde, qui organise l'export de conteneurs d'équipements nécessaires à la santé et à la lutte contre la pauvreté en direction de São Tomé. En 2017, installée au Portugal, elle fait une grève de la faim durant dix-neuf jours afin de lutter contre l'importation de maïs transgénique dans l'agriculture santoméenne.
Après être revenue à Sao Tomé-et-Principe, Elsa Garrido fonde en 2017 le Mouvement social-démocrate – Parti vert de Sao Tomé-et-Principe, parti écologiste qu'elle préside depuis. Elle en est tête de liste aux élections législatives de 2018 et de 2022 et candidate à l'élection présidentielle de 2021.

## Biographie
Elsa Maria Garrido de Ceita da Graça do Espírito Santo naît en 1977 à l'hôpital Dr Ayres Menezes situé dans la capitale São Tomé. Elle quitte son pays natal au cours des années 1990 pour la France. Elle est possesseuse d'une licence professionnelle en commerce, avec une spécialisation en négociation commerciale et marketing, obtenue à Nantes.
Elle travaille pour le ministre des Travaux publics, des Infrastructures, des Ressources naturelles et de l'Environnement du XVIIe gouvernement Osvaldo Abreu.

## Militantisme

### Terra Verde
Révoltée par la situation des femmes et des enfants santoméens et de la pauvreté dans les zones rurales, Elsa Garrido fonde en 2011 à Saint-Nazaire l'organisation non-gouvernementale Terra Verde – Sao Tomé-et-Principe, afin d'agir contre la pauvreté et en faveur du développement des femmes. Elle agit concrètement en développant les micro-entreprises féminines, en aidant les petites exploitations agricoles gérées par des femmes à atteindre l'autonomie financière et rénover les écoles et les bibliothèques, financées par des dons et des collectes,. Elsa Garrido considère que l'amélioration des conditions de vie des femmes est essentiel au bien-être et au progrès de la société.
Grâce à des dons financiers et matériels provenant de France et des diasporas santoméennes en Angola et en France, Terra Verde expédie son premier conteneur humanitaire en 2012, avec quinze tonnes de matériel médical et des consommables pour l'hôpital Dr Ayres Menezes, des fournitures scolaires, ainsi que des vêtements pour les enfants défavorisés et les personnes âgés,. En 2015, un camion de pompiers offert deux ans plus tôt par les pompiers de la région Loire-Atlantique est expédié à São Tomé.

### Grève de la faim contre l'import de maïs transgénique
Afin de lutter contre l'importation de maïs transgénique venu de Chine dans les cultures agricoles santoméennes pour augmenter les rendements, sans analyse de laboratoire et étude d'impact environnemental préalable,, Elsa Garrido débute le 26 avril 2017, devant l'ambassade de Sao Tomé-et-Principe au Portugal, une grève de la faim. Elle poursuit sa grève durant dix-neuf jours,.
Son action est cependant peu couverte par les médias gouvernementaux et ne déclenche pas de réaction des dirigeants politiques. Elsa Garrido reçoit tout de même le soutien de différentes organisations internationales et d'intellectuels européens et africains. À la sortie de sa grève, le Parti de convergence démocratique – Groupe de réflexion, après avoir soutenu l'action, ouvre un débat parlementaire sur le sujet du maïs tansgénique,.

## Parcours politique
À Sao Tomé-et-Principe, Elsa Garrido participe à la fondation du Mouvement social-démocrate – Parti vert de Sao Tomé-et-Principe (MSD-PVSTP), un parti écologiste de centre gauche dont elle est élue présidente au congrès constitutif du 4 novembre 2017. Il présente des candidats aux élections municipales et législatives du 7 octobre 2018. Elsa Garrido conduit la liste du parti à ces dernières élections, devenant la première femme santoméenne à être tête de liste et à se présenter pour la fonction de Première ministre. Aucun candidat n'est élu aux deux élections et le parti ne dépasse pas 1 % des suffrages exprimés au niveau national,.
Une crise interne éclate en 2019, opposant Elsa Garrido à son vice-président Miques João, qui tente de la destituer. Sa légitimité à présider le MSD-PVSTP est reconnue par le Tribunal constitutionnel. Elle est réélue présidente du parti au congrès du 16 août 2020.
Elle déclare sa candidature à l'élection présidentielle de 2021 le 23 décembre 2020. Elle fait face à la concurrence à de Miques João, qui est aussi candidat, mais elle obtient le soutien de son parti. Elle n'obtient pas un pour cent des suffrages exprimés.
Elle conduit le MSD-PVSTP aux élections législatives de 2022, étant de nouveau la seule femme tête de liste. Son parti n'obtient que 271 voix, soit 0,35 % des suffrages exprimés.